# Tumult gdański 1525–1526
Tumult gdański 1525–1526 – wystąpienia luterańskiego pospólstwa i plebsu Gdańska przeciwko magistratowi i burmistrzowi Eberhardowi Ferberowi.
W styczniu 1525 mieszczaństwo gdańskie wystąpiło przeciwko burmistrzowi, oskarżając go o defraudację funduszy miejskich, dokonaną pod protekcją kanclerza wielkiego koronnego Krzysztofa Szydłowieckiego. Pospólstwo i plebs zażądały wyjęcia miasta spod jurysdykcji duchownej biskupa kujawskiego Macieja Drzewickiego. Burmistrz Ferber złożył urząd, jednak magistrat nie chciał przedstawić przedstawicielom pospólstwa rachunków miejskich. Luterańskie mieszczaństwo zażądało skasowania postów, mszy, śpiewu kościelnego i wprowadzenia wolnego głoszenia Ewangelii.
22 stycznia 1525 rozpoczęły się w Gdańsku rozruchy. Wzburzony tłum obalił magistrat i wprowadził demokratyczny ustrój miejski. Skasowano wszystkie klasztory katolickie, sprofanowano święte obrazy i sakramenty. Zlikwidowano posady proboszczów, wprowadzając w ich miejsce predykantów. Mieszczanie wysłali delegację do Marcina Lutra, z prośbą o przysłanie nauczycieli. Nowe luterańskie władze wysłały też do Zygmunta Starego pismo, w którym informowali go o zmianie religii oraz zapewniali go o swoim posłuszeństwie wobec niego i dalszym odprowadzaniu należnych mu podatków.
Na wieść o likwidacji państwa krzyżackiego i utworzeniu Księstwa Pruskiego gdańszczanie wysłali do króla członków władz miejskich, by ponownie usprawiedliwić swą zmianę wyznania. Także część obalonego magistratu dotarła do króla i poprosiła go o osobistą interwencję w Gdańsku. Król obiecał pomoc, lecz dopiero po załatwieniu spraw ważniejszych.
17 kwietnia 1526 miała miejsce interwencja zbrojna króla Zygmunta Starego, który wraz z księciem pomorskim Jerzym I stanął na czele 8000 żołnierzy i stłumił bunt. Przywrócono stary ustrój Gdańska, a przed Dworem Artusa ścięto 14 przywódców rewolty.